# HD 55719
HD 55719，又名CD-40 2987，SAO 218525、HR 2727，是一颗恒星，视星等为5.31，位于銀經251.76，銀緯-13.57，其B1900.0坐标为赤經7h 8m 57s，赤緯-40° -13.57′ 47″。